# LOL (album GFriend)
LOL – pierwszy album studyjny południowokoreańskiej grupy GFriend, wydany 11 lipca 2016 roku przez wytwórnię Source Music i dystrybuowany przez LOEN Entertainment. Głównym singlem z płyty jest „Navillera” (kor. 너 그리고 나 (NAVILLERA)).
Sprzedał się w nakładzie 75 976 egzemplarzy w Korei Południowej (stan na czerwiec 2018).

## Lista utworów
| CD  | CD                                                                            | CD                                                      | CD                                        | CD                                        | CD      |
| Nr  | Tytuł utworu                                                                  | Tekst                                                   | Kompozycja                                | Aranżacja                                 | Długość |
| --- | ----------------------------------------------------------------------------- | ------------------------------------------------------- | ----------------------------------------- | ----------------------------------------- | ------- |
| 1.  | „Intro”                                                                       |                                                         | Jo In-ho, Kim Woong                       | Jo In-ho, Kim Woong                       | 1:06    |
| 2.  | „Muldeureoyo (Fall in Love)” (kor. 물들어요 (Fall in Love))                   | Hong Beom-gyu, Jo In-ho, Kim Woong                      | Hong Beom-gyu, Jo In-ho, Kim Woong        | Hong Beom-gyu, Kim Woong                  | 3:18    |
| 3.  | „Neo Geurigo Na (Navillera)” (kor. 너 그리고 나 (NAVILLERA))                  | Iggy, Seo Yong-bae                                      | Iggy, Seo Yong-bae                        | Iggy, Seo Yong-bae                        | 3:14    |
| 4.  | „LOL”                                                                         | Kim Eana                                                | Master Key, Phat Music, Score             | Master Key, Phat Music, Score             | 3:30    |
| 5.  | „Han Ppyeom (Distance)” (kor. 한 뼘 (Distance))                               | Iggy, Seo Yong-bae                                      | Iggy, Seo Yong-bae                        | Iggy, Seo Yong-bae                        | 3:37    |
| 6.  | „Mulkkonnori (Water Flower)” (kor. 물꽃놀이 (Water Flower))                   | Hong Beom-gyu, Kim Woong, Iggy                          | Hong Beom-gyu, Kim Woong, Iggy            | Hong Beom-gyu, Kim Woong                  | 3:41    |
| 7.  | „Mermaid”                                                                     | Mio                                                     | Mio                                       | Mio                                       | 3:27    |
| 8.  | „Naui Ilgijang (Sunshine)” (kor. 나의 일기장 (Sunshine))                      | E.ONE                                                   | E.ONE                                     | E.ONE                                     | 3:31    |
| 9.  | „Nachimban (Compass)” (kor. 나침반 (Compass))                                 | Kim Jung-yoon (ZigZag Note), Oh Ji-hoon, Choi Hyun-joon | Kim Jung-yoon, Oh Ji-hoon, Choi Hyun-joon | Kim Jung-yoon, Oh Ji-hoon, Choi Hyun-joon | 3:30    |
| 10. | „Chalkak (Click)” (kor. 찰칵 (Click))                                         | Mafly, Hyuk Shin                                        | MRey, DK                                  | Shin, MRey                                | 3:18    |
| 11. | „Barame Nallyeo (Gone with the Wind)” (kor. 바람에 날려 (Gone with the Wind)) | E.ONE                                                   | E.ONE                                     | E.ONE                                     | 3:50    |
| 12. | „Neo Geurigo Na (Navillera)” (kor. 너 그리고 나 (NAVILLERA)) (Inst.)          |                                                         | Iggy, Seo Yong-bae                        | Iggy, Seo Yong-bae                        | 3:14    |

## Notowania
| Lista                   | Pozycja |
| ----------------------- | ------- |
| Gaon Weekly Album Chart | 3       |
| Billboard World Albums  | 7       |
| Five Music (Tajwan)     | 1       |

## Nagrody w programach muzycznych
| Program                   | Data             | Źródło |
| ------------------------- | ---------------- | ------ |
| The Show (SBS MTV)        | 19 lipca 2016    | [ 6 ]  |
| The Show (SBS MTV)        | 2 sierpnia 2016  | [ 6 ]  |
| The Show (SBS MTV)        | 9 sierpnia 2016  | [ 6 ]  |
| Show Champion (MBC Music) | 20 lipca 2016    | [ 7 ]  |
| Show Champion (MBC Music) | 10 sierpnia 2016 | [ 8 ]  |
| M Countdown (Mnet)        | 21 lipca 2016    | [ 9 ]  |
| M Countdown (Mnet)        | 28 lipca 2016    | [ 9 ]  |
| M Countdown (Mnet)        | 4 sierpnia 2016  | [ 9 ]  |
| Music Bank (KBS)          | 22 lipca 2016    | [ 10 ] |
| Music Bank (KBS)          | 29 lipca 2016    | [ 10 ] |
| Music Bank (KBS)          | 12 sierpnia 2016 | [ 10 ] |
| Inkigayo (SBS)            | 24 lipca 2016    | [ 10 ] |
| Inkigayo (SBS)            | 31 lipca 2016    | [ 10 ] |
| Inkigayo (SBS)            | 7 sierpnia 2016  | [ 10 ] |